# AGM-84 Harpoon
El Harpoon és un míssil antivaixell de llarg abast dissenyat i produït per l'empresa dels Estats Units McDonnell Douglas (actualment propietat de Boeing). Té una trajectòria de vol a molt baixa altitud, capacitat de creuer arran d'onades, així com un sistema de guiatge per radar avançat que en dificulten la destrucció i afavoreixen la seva efectivitat.

## Plataformes de llançament
S'han desenvolupat diverses versions i modificacions que en permeten el seu llançament des de diverses plataformes:
- Avions de combat: bombarders com el P3-Orion i el B-52, així com múltiples caces bombarders com l'F/A-18
- Vaixells de guerra: Afegint una fase propulsora amb motor coet, és habitual com a arma ofensiva en alguns dissenys de destructors i fragates basats en sistemes d'armament dels Estats Units (l'altra gran competidor és el míssil francès Exocet)
- Submarins: En una càpsula especial i propulsor inicial coet, que es pot disparar des del tub llança-torpedes
- Bateries de defensa costanera: de disseny adaptat de la versió per a vaixells de guerra.

## Característiques
Característiques de diverses versions:

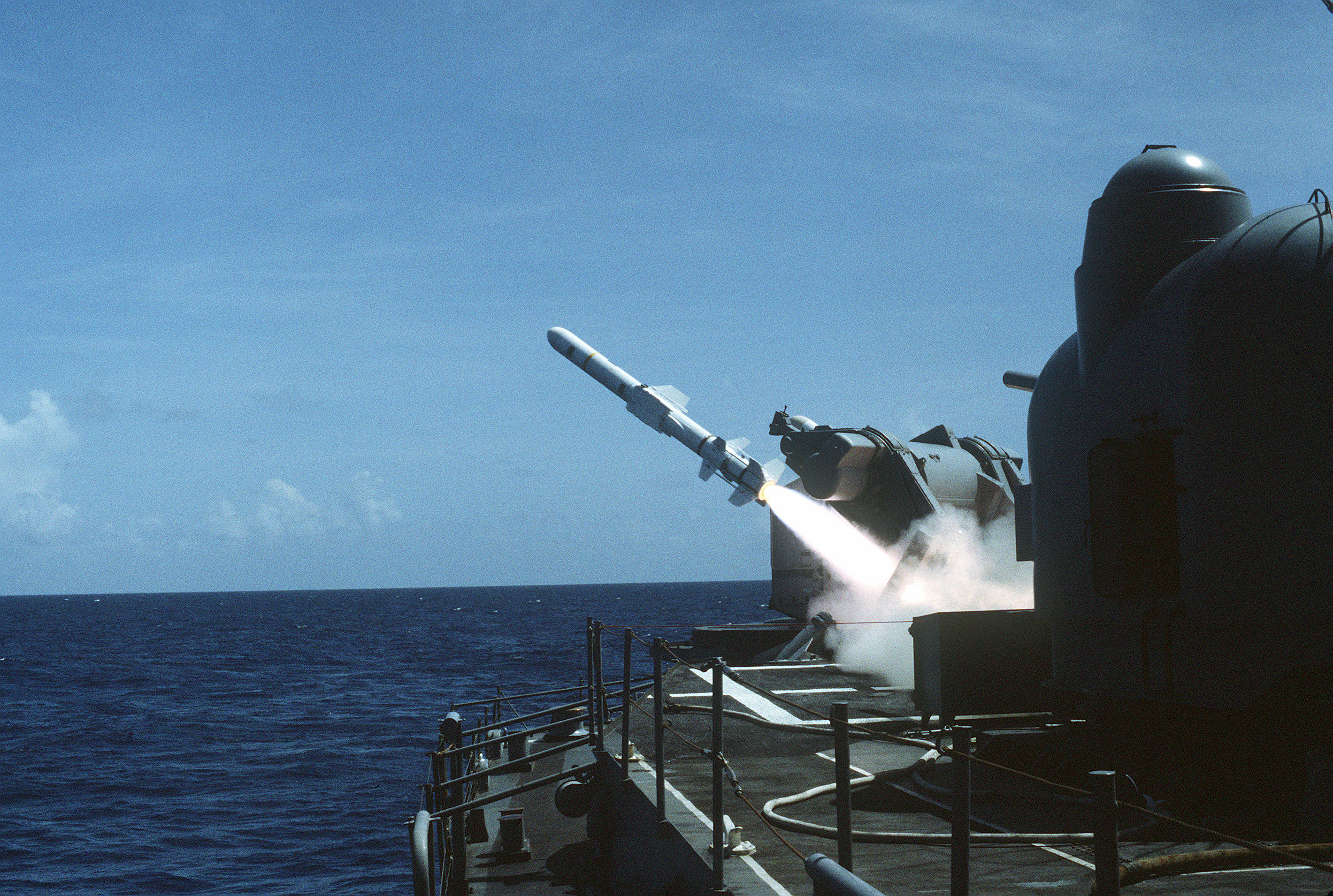
Llançament d'un Harpoon des del destructor USS LAWRENCE (DDG 4), l'any 1983.

|                    | Harpoon AGM-84A                                                       | Harpoon AGM-84D                                                       | Harpoon AGM-84F                                                       |
| ------------------ | --------------------------------------------------------------------- | --------------------------------------------------------------------- | --------------------------------------------------------------------- |
| Diàmetre:          | 0,343 m del cilindre del míssil, 0,900 m entre puntes alars           | 0,343 m del cilindre del míssil, 0,900 m entre puntes alars           | 0,343 m del cilindre del míssil, 0,900 m entre puntes alars           |
| Longitud:          | 3,85 m                                                                | 3,85 m                                                                | 4,44 m                                                                |
| Pes:               | 519 kg                                                                | 540 kg                                                                | 635 kg                                                                |
| Guiatge:           | Cerca activa per radar                                                | Cerca activa per radar                                                | Cerca activa per radar                                                |
| Càrrega explosiva: | 221 kg d'explosiu d'alta potència de fragmentació/penetració WDU-18/B | 221 kg d'explosiu d'alta potència de fragmentació/penetració WDU-18/B | 221 kg d'explosiu d'alta potència de fragmentació/penetració WDU-18/B |
| Propulsió:         | Turboreactor Teledyne J402-CA-400                                     | Turboreactor Teledyne J402-CA-400                                     | Turboreactor Teledyne J402-CA-400                                     |
| Abast:             | 185 km                                                                | 220 km                                                                | 315 km                                                                |
| Velocitat:         | 0,9 Mach                                                              | 0,9 Mach                                                              | 0,9 Mach                                                              |